# Zagorsko, Kărdjali
Zagorsko (în bulgară Загорско) este un sat în comuna Momcilgrad, regiunea Kărdjali,  Bulgaria. 

## Demografie
Componența etnică a satului Zagorsko
     Turci (84,56%)
     Nicio identificare (10,73%)
     Bulgari (4,69%)
     Romi (0%)
La recensământul din 2011, populația satului Zagorsko era de 149 locuitori. Din punct de vedere etnic, majoritatea locuitorilor (84,56%) erau turci, cu o minoritate de bulgari (4,69%). Pentru 10,73% din locuitori nu este cunoscută apartenența etnică.